# Dilara Kazimova
Dilara Kazimova, azerbajdžanska pevka in igralka, * 20. maj 1984, Baku, Azerbajdžan. Azerbajdžan je zastopala na Pesmi Evrovizije 2014 v Københavnu s pesmijo »Start a Fire«.

## Kariera
Kazimova se je rodila v Bakuju. Na Bakujski glasbeni akademiji je študirala vokalne umetnosti. Po diplomi je za kratek čas nastopila kot del operne skupine. V 2000-ih je bila članica rock skupine Unformal in kasneje pevka v duetu Milk & Kisses. Obe skupini sta že prej sodelovali na azerbajdžanskem nacionalnem izboru za Pesem Evrovizije, pri čemer se je Unformal leta 2008 v nacionalnem finalu uvrstil na drugo mesto, leta 2010 pa je Milk & Kisses v nacionalnem finalu zavihtel na drugo mesto. Leta 2010 je dvojica Milk & Kisses zastopala Azerbajdžan na letnem glasbenem festivalu New Wave v Jurmali v Latviji, vendar je bila med 17 tekmovalci uvrščena na 16. mesto.
Leta 2014 je Kazimova sodelovala na azerbajdžanskem izboru (samostojno) in zmagala. Pesem »Start a Fire«, s katero je zastopala Azerbajdžan v Kopenhagnu. Dilara je nastopila v prvem polfinalu in se s 57 točkami uvrstila na 9. mesto in s tem tudi v finale. V finalu je s 33 točkami in pristala na 22. mestu.
Kazimova je leta 2006 igrala tudi v dveh azerbajdžanskih filmih »Try Not To Breathe« (skupaj s Fakhraddinom Manafovom) in »Purgatory« (za katerega je leta 2007 posnela zvočni posnetek »Sonsuz yol«, takrat kot še del skupine Unformal).

## Pesmi
| Naslov         | Leto | Album       |
| -------------- | ---- | ----------- |
| »Start a Fire« | 2014 | Brez albuma |
| »Dream«        | 2016 | Brez albuma |

## Filmografija
| Leto | Film               | Opombe                            |
| ---- | ------------------ | --------------------------------- |
| 2006 | Try Not To Breathe | Kratek film                       |
| 2007 | Prugatory          | Stranska vloga in zvočni posnetek |